# 속초 신흥사 안양암 아미타회상도
속초 신흥사 안양암 아미타회상도(束草 新興寺 安養庵 阿彌陀會上圖)는 대한민국 강원특별자치도 속초시 설악동, 신흥사에 있는 조선시대의 불화이다. 2011년 8월 12일 강원특별자치도의 유형문화재 제165호로 지정되었다.

## 개요
이 佛畵는 畵記 통하여 조성연대(1874년)와 제작자를 알 수 있는 수준 높은 작품으로, 조선후기 강원도 지역 불교회화의 중요한 자료가 된다는 점에서 지정 보존가치가 있다.

## 같이 보기
- 신흥사

## 참고 자료
- 속초 신흥사 안양암 아미타회상도 - 국가유산청 국가유산포털